# Adam Liška
Adam Liška (né le 14 octobre 1999 à Bratislava en Slovaquie) est un joueur professionnel slovaque de hockey sur glace. Il évolue au poste d'attaquant.

## Biographie

### Carrière en club
Formé au HK Ružinov, il débute en senior dans l'Extraliga slovaque avec l'équipe de Slovaquie U20 en 2016. Il est sélectionné au premier tour, en trente-quatrième position par les Rangers de Kitchener lors de la sélection européenne 2017 de la Ligue canadienne de hockey. Il part alors en Amérique du Nord et évolue une saison dans la Ligue de hockey de l'Ontario. En 2018, il passe professionnel avec le HC Slovan Bratislava dans la Ligue continentale de hockey.

### Carrière internationale
Il représente la Slovaquie au niveau international. Il prend part aux sélections jeunes. Il dispute son premier championnat du monde senior en 2019.

## Statistiques

### En club
| Saison    | Équipe                   | Ligue              |    | Saison régulière | Saison régulière | Saison régulière | Saison régulière | Saison régulière |   | Séries éliminatoires | Séries éliminatoires | Séries éliminatoires | Séries éliminatoires | Séries éliminatoires |
| Saison    | Équipe                   | Ligue              | PJ | B                | A                | Pts              | Pun              | PJ               | B | A                    | Pts                  | Pun                  |                      |                      |
| 2016-2017 | Slovaquie U20            | Extraliga slovaque | 14 | 1                | 1                | 2                | 4                | -                | - | -                    | -                    | -                    |                      |                      |
| 2016-2017 | Slovaquie U20            | 1.liga slovaque    | 4  | 0                | 2                | 2                | 2                | -                | - | -                    | -                    | -                    |                      |                      |
| 2017-2018 | Rangers de Kitchener     | LHO                | 62 | 12               | 19               | 31               | 6                | 19               | 0 | 3                    | 3                    | 4                    |                      |                      |
| 2018-2019 | HC Slovan Bratislava     | KHL                | 52 | 4                | 6                | 10               | 8                | -                | - | -                    | -                    | -                    |                      |                      |
| 2018-2019 | HC Slovan Bratislava U20 | Slovaquie U20      | 1  | 0                | 0                | 0                | 0                | -                | - | -                    | -                    | -                    |                      |                      |
| 2019-2020 | Severstal Tcherepovets   | KHL                | 51 | 8                | 3                | 11               | 8                | -                | - | -                    | -                    | -                    |                      |                      |
| 2020-2021 | Severstal Tcherepovets   | KHL                | 48 | 6                | 10               | 16               | 6                | 5                | 0 | 3                    | 3                    | 2                    |                      |                      |
| 2021-2022 | Severstal Tcherepovets   | KHL                | 47 | 8                | 11               | 19               | 6                | 7                | 1 | 1                    | 2                    | 6                    |                      |                      |
| 2022-2023 | Severstal Tcherepovets   | KHL                | 64 | 11               | 14               | 25               | 12               | 5                | 1 | 1                    | 2                    | 0                    |                      |                      |
| 2023-2024 | Severstal Tcherepovets   | KHL                | 67 | 13               | 23               | 36               | 15               | 5                | 1 | 0                    | 1                    | 4                    |                      |                      |
| 2024-2025 | Severstal Tcherepovets   | KHL                | 58 | 8                | 12               | 20               | 4                | -                | - | -                    | -                    | -                    |                      |                      |